# Black Hawk
Black Hawk (Makataimeshekiakiak) (1767 - 3 d'octubre de 1838) fou cap dels fox i sauk. Lluità amb el miami Little Turtle a Fallen Timbers (1794) i fou lloctinent de Tecumseh (cabdill shawnee) a la Guerra del 1812. El 1830 declarà la Guerra de Black Hawk als EUA, però fou vençut a Bad Axe (1830) i traït per Keokuk, qui l'entregà als blancs el 1834. El jove Neapope (1800-?) li va donar suport i el 1832 viatjà al Canadà per demanar ajut als anglesos, i no se sap que fou d'ell. Black Hawk fou posat sota custòdia de Keokuk i va morir a la reserva d'Iowa, vell i trist.